# Gaston Serraud

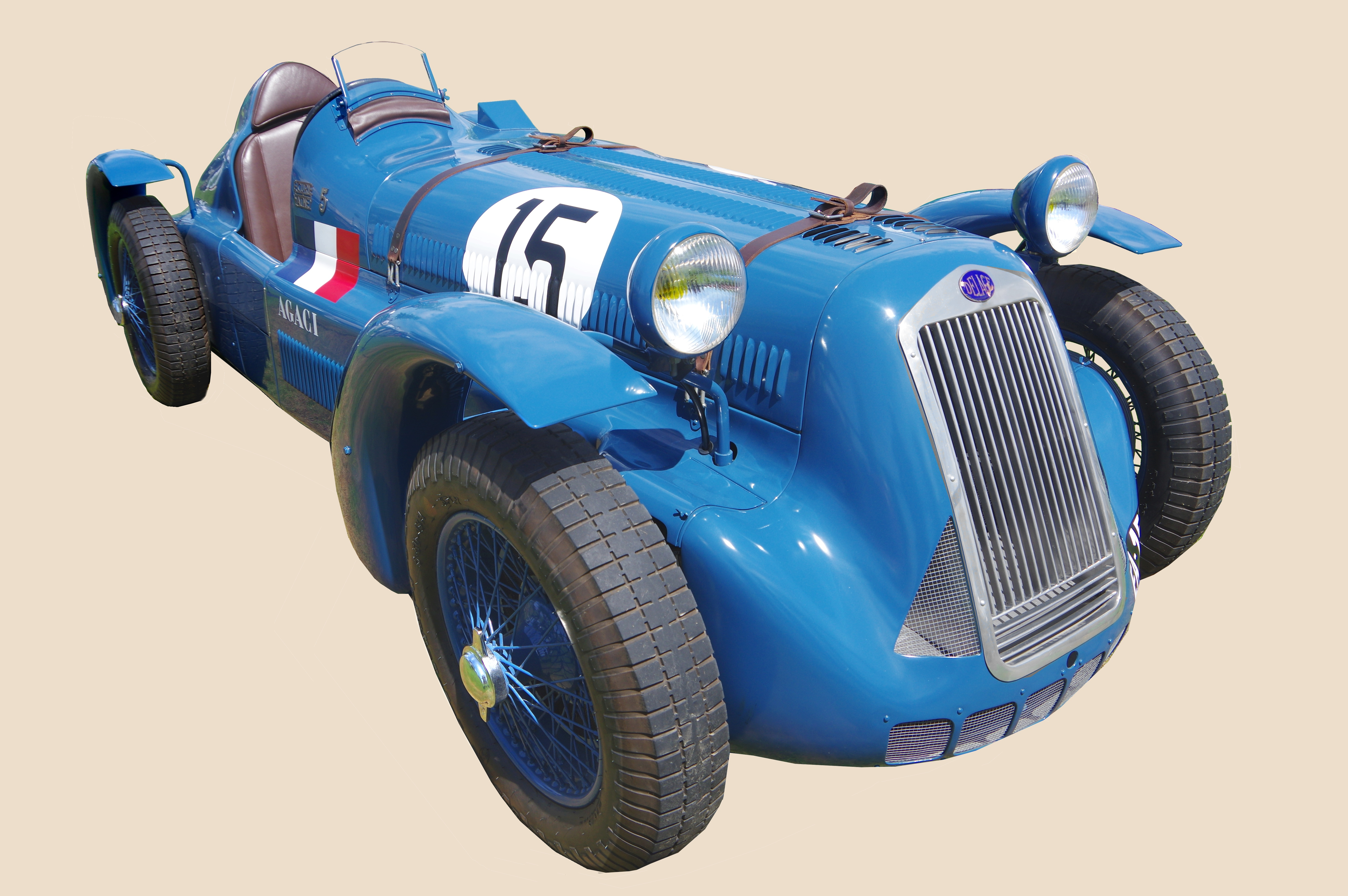
Der von Gaston Serraud beim 24-Stunden-Rennen von Le Mans 1949 gefahrene Delage Type D 6-3 Litres

Gaston Serraud (* 12. Januar 1905 in Paris; † 18. Juli 1992 in Créteil) war ein französischer Autorennfahrer.

## Karriere als Rennfahrer
Gaston Serraud begann nach seinem Pflichtschulabschluss 1922 eine Mechanikerlehre. Er arbeitete in unterschiedlichen Automobilwerkstätten und ab 1937 als Fahrzeugentwickler bei Automobiles Delahaye in Paris.
Neben seiner beruflichen Tätigkeit war er in seiner Freizeit Mechaniker bei Daniel Porthault, einem französischen Rennstallbesitzer und Amateur-Rennfahrer, der enge Beziehungen zur Geschäftsführung von Delahaye hatte. Über Porthault kam Serraud zum Motorsport und bestritt für dessen Rennstall 1937 erste Autorennen. Sein Renndebüt gab er beim Coupe d’Automne auf dem Autodrome de Linas-Montlhéry, wo er auf einem Delahaye 135CS als Fünfter ins Ziel kam. Nach nur einem weiteren Rennen in Antwerpen startete er ohne viel Rennerfahrung mit privat gemeldeten Delahaye beim 24-Stunden-Rennen von Le Mans 1938. Sein Teampartner war der etablierte Grand-Prix-Fahrer Yves Giraud-Cabantous. Zur Überraschung der Fachwelt erreichte das Duo mit zwei Runden Rückstand auf die siegreichen Marken- und Typenkollegen Eugène Chaboud und Jean Trémoulet den zweiten Gesamtrang. Die Teilnahmen beim 12-Stunden-Rennen von Paris 1938 und dem Le-Mans-Rennen 1939 endeten mit Ausfällen, dann beendete der Beginn des Zweiten Weltkriegs die Rennaktivitäten.
Nach dem Kriegsende startete Gaston Serraud noch zwei weitere Male beim 24-Stunden-Rennen von Le Mans und war 1954 am Monomill-Projekt von René Bonnet beteiligt. Die Formule Monomill war eine Rennserie für kleine Monoposto-Rennwagen mit einem 0,85-Liter-Panhard-Zweizylindermotor. Serraud war Test- und Entwicklungsfahrer der Rennwagen und nahm auch an einigen Rennen teil, ehe er Ende des Jahres seine Fahrerkarriere beendete.

## Statistik

### Le-Mans-Ergebnisse
| Jahr | Team             | Fahrzeug                 | Teamkollege           | Platzierung | Ausfallgrund  |
| ---- | ---------------- | ------------------------ | --------------------- | ----------- | ------------- |
| 1938 | Gaston Serraud   | Delahaye 135CS           | Yves Giraud-Cabantous | Rang 2      |               |
| 1939 | André Bellecroix | Delahaye 135CS           | André Bellecroix      | Ausfall     | Unfall        |
| 1949 | Marc Versini     | Delage Type D 6-3 Litres | Marc Versini          | Ausfall     | Kolbenschaden |
| 1950 | Ecurie Lutetia   | Delahaye 175S            | André Guelfi          | Ausfall     | Batterie      |